# San Sebastiano soccorso
San Sebastiano soccorso, o San Sebastiano curato da santa Irene, è un dipinto a olio su tela (179 x 225 cm) realizzato dal Guercino nel 1619 e conservato alla Pinacoteca nazionale di Bologna.

## Storia
Nel secondo volume della Felsina pittrice, Carlo Cesare Malvasia riporta che nel 1619 Guercino fu convocato dal cardinale legato Giacomo Serra a Ferrara, "dove fece molti quadri", tra cui il Ritorno del figliol prodigo conservato al Kunsthistorisches Museum e "un S. Sebastiano ferito, quando vien curato, con diverse figure". Successivamente la tela passò alla collezione Caracciolo Carafa (eredi dei Serra) di Napoli, per poi essere battuta all'asta da Christie's a Villa Miani (Roma) il 15 ottobre 1970. In questa occasione l'opera fu acquistata dallo Stato (su iniziativa di Cesare Gnudi) per essere esposta nella Pinacoteca Nazionale di Bologna  dopo il restauro effettuato da Ottorino Nonfarmale tra il 1970 e il 1971.
Una copia contemporanea e di qualità inferiore, realizzata, secondo Eugenio Riccomini, da Francesco Naselli, è presente nella chiesa di San Cristoforo alla Certosa a Ferrara, collocata nella terza cappella a sinistra.

## Descrizione e stile

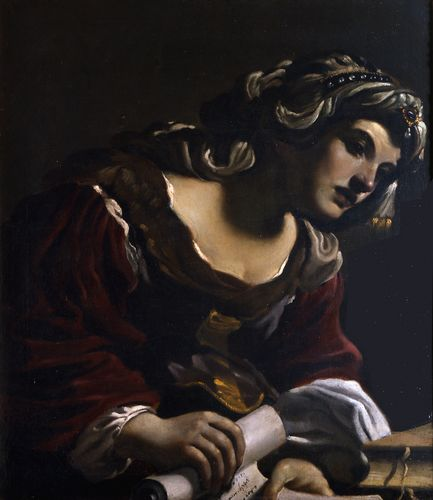
Guercino, Sibilla, Pinacoteca nazionale (Bologna), 1619/20

Denis Mahon cita la tela come prova delle sofisticate capacità compositive che il Guercino aveva sviluppato nel 1619, tali da gestire con eleganza una composizione complessa come quella della tela in questione. San Sebastiano, seminudo e riverso su un telo bianco, viene sorretto da un giovane, mentre un maturo cerusico è intento a rimuovergli una freccia dal suo braccio sinistro. La pia vedova Irene, in abiti orientaleggianti, assiste attentamente alla scena, strizzando in una bacinella (che le viene porta da una serva) una spugna con cui pulire le ferite di Sebastiano.
Peter Mitchell ha osservato che il popolare tema pittorico di "San Sebastiano curato da Irene" andava proprio a richiamare la deposizione di Cristo: Guercino aveva chiaro questo precedente, dato che vi sono evidenti somiglianze tra questa tela e il suo Cristo compianto dagli angeli alla National Gallery. Per tematica, uso della luce e soggetto, la tela presenta anche somiglianze con l'Erminia ritrova Tancredi ferito (Galleria Doria Pamphilj), realizzata dall'artista nello stesso periodo.
Il Guercino avrebbe ripreso la figura di sant'Irene in maniera quasi identica per la sua Sibilla, anch'essa esposta a Bologna e, prima ancora, parte nella Collezione Mahon. La sibilla è esattamente nella stessa posizione, veste lo stesso abito ed è illuminata alla stessa maniera della santa della tela nel 1619; l'unica differenza notevole è che mentre santa Irene tiene in mano la spugna con cui pulisce le ferite del martire romano, la sibilla stringe tra le dita un rotolo di pergamena. Secondo Mahon, la Sibilla sarebbe nato come uno studio preliminare a olio per la figura di sant'Irene e solo in un secondo momento sarebbe stata riadattata in un dipinto indipendente (e vendibile). Esiste tuttavia la possibilità, meno probabile secondo Mahon, che il Guercino abbia semplicemente riciclato la figura della santa per una derivazione autografa posteriore.